# Joe Bottom
Joe Bottom est un nageur américain né le 18 avril 1955 à Santa Clara (Californie).

## Biographie
Joe Bottom dispute l'épreuve du 100 m papillon aux Jeux olympiques d'été de 1976 de Montréal et remporte la médaille d'argent.